# دهستان بجی
دهستان بجی (به لاتین: Bji Gewog) یک دهستان در کشور بوتان است که در ناحیه ها واقع شده‌است. دهستان بجی ۸۰۲٫۲ کیلومتر مربع مساحت و ۳٬۲۳۰ نفر جمعیت دارد.